# Necydalis morio
Necydalis morio är en skalbaggsart som beskrevs av Ernst Gustav Kraatz 1879. Necydalis morio ingår i släktet stekelbockar, och familjen långhorningar. Inga underarter finns listade i Catalogue of Life.